# Maryayún
Maryayún (en árabe: مرجعيون‎; pronunciación libanesa [marʒʕajuːn]), también Marj 'Ayoun, Marjuyun, o Marjeyoun, que significa "prado de primaveras") es a la vez una ciudad libanesa (también conocida como Jdeideh / Jdeida / Jdeidet Marjeyoun) y un distrito administrativo, el distrito de Maryayún, en la Gobernación de Nabatiye, en el sur de Líbano.

## Geografía
Está a una altitud de 860 metros por encima del nivel del mar, y está ubicada en el lado oeste del Valle del Rift, al otro lado de la antigua capital regional, Caesarea Philippi, localizada al pie del monte Hermón.
Maryayún está sobre un cerro situado frente al monte Hermón. Al este se encuentra el castillo de Beaufort, que data de la época de las Cruzadas y que se encuentra sobre el río Litani, al oeste el Monte Amel (Jabal Amel), las cumbres de Rihan y Niha y el resto de la Cordillera del Líbano, al norte se sitúan las llanuras fértiles de Marjeyoun, y hacia el sur se extienden las llanuras de la Galilea y los Altos del Golán.

## Historia
El 10 de junio de 1179, durante la batalla de Marjayoun, el ejército ayubí mandado por Saladino derrotó a un ejército de cruzados dirigido por el Rey Balduino IV de Jerusalemén. El rey cristiano evitó ser capturado.
La histórica Catedral de San Pedro está en Maryayún.
En el registro de impuestos otomano de 1596 aparecía nombrado como un pueblo, Jadida, en la nahiya (subdistrito) de Tibnin, perteneciente al liwa (distrito) de Safed, con una población de 28 hogares y 12 solteros, todos ellos musulmanes. Sus habitantes pagaban impuestos una tasa fija del 25% de sus productos agrícolas, incluidos el trigo, la cebada, los olivos, las viñas, las cabras y las colmenas, así como por "ingresos ocasionales" y por una prensa para aceite de oliva o jarabe de uva, sumando un total de 9,606 akçe.
En 1875, el explorador francés Victor Guérin visitó Maryayún (a la que llamó Djedeideh), y estimó que tendría aproximadamente 2.000 habitantes, la mayoría de ellos griegos cismáticos (es decir, melquitas orientales), aunque también había algunos griegos ortodoxos y musulmanes.

### SiglosXXyXXI
Durante la campaña de Siria y Líbano de la Segunda Guerra Mundial, fuerzas británicas y australianas avanzaron desde Palestina hasta adentrarse en la ciudad el 11 de junio de 1941. No obstante, se vieron obligadas a retirarse el 15 de junio como consecuencia del contraataque de las tropas de la Francia de Vichy. Los Aliados volvieron a capturar la ciudad el 24 de junio en la batalla de Merdjayoun.
Durante la guerra civil libanesa, la ciudad fue sede del Ejército del Sur del Líbano, la milicia satélite de Israel que controló el sur de Líbano durante la ocupación israelí de la región entre Guerra del Líbano de 1982 y la retirada de Israel en el año 2000. Después de la retirada, muchos residentes de Maryayún huyeron a Israel, temiendo acusaciones de colaboración.
En el contexto de la Guerra del Líbano de 2006, cuando las negociaciones de alto el fuego se estancaron el 10 de agosto de 2006, las fuerzas israelíes tomaron la ciudad de Maryayún. Al día siguiente, un convoy de unas 3.000 personas huyó de la ciudad, pero fue atacado por la aviación israelí al nordeste de Hasbaya, de camino hacia Kefraya, al sur del Valle de la Becá. Al menos siete personas murieron como consecuencia del bombardeo, conocido a día de hoy como el incidente del convoy del Maryayún.

## Demografía
La ciudad de Maryayún tiene una población mixta de aproximadamente 3.000 personas, entre las que se incluyen cristianos ortodoxos griegos, cristianos maronitas y cristianos católicos griegos, así como musulmanes suníes, chiíes y drusos. Los cristianos forman una mayoría sencilla de la población actual, pero están perdiendo su primacía en la ciudad por el firme aumento de ciudadanos chiíes. La mayoría de los pueblos de los valles y montañas circundantes son predominantemente musulmanes chiíes.
La población del distrito de Maryayún, que cubre una área más grande que la propia ciudad, es en gran parte chií. Se le reconoce el derecho a tres escaños en el gobierno libanés, dos pertenecientes a musulmanes chiíes y el otro perteneciente a cristianos ortodoxos.

## Hospital
En Maryayún hay un hospital del gobierno regional y un Centro de Primeros Auxilios de la Cruz Roja Libanesa. El hospital tuvo que cerrar el 4 de octubre de 2024, tras un bombardeo del ejército israelí en el marco de la invasión israelí del Líbano que mató a siete paramédicos e hirió a cinco. Debido a los frecuentes ataques contra personal sanitario, las personas heridas llevaban tres días sin poder acudir al hospital.

## Base de las Naciones Unidas
A proximidad de Maryayún se encuentra la base militar Miguel de Cervantes, sede del Cuartel General del sector Este de UNIFIL, la misión de paz de la ONU en Líbano cuyo cuartel general para todo Líbano está en Naqoura. La base está a cargo de un general de ejército español.

## Personas notables
- Walid Gholmieh – director de Le Conservatoire Libanais national supérieur de musique
- Anthony Shadid – periodista
- Dr. Richard Jabara - filántropo nacido en Marjeyoun (1920-1967), fundó varios hospitales desde Trípoli (Líbano) hasta Arabia Saudí.

## Familias
Maryayún es la casa ancestral de muchas familias cuyo origen es bien conocido entre las comunidades libanesas, muchas de las cuales todavía residen allí. Son:
- Abla
- Abou Chahla
- Abou Mrad / Moorad
- Antoun
- Barakat / Barkett
- Bayoud / Bayouth
- Debaghy / Dabaghi / DeBakey
- Eid
- Farhood / Farhoud
- Farris
- Farha
- Gebara / Jebara / Jabara
- Ghazel / Ghazal
- Gholmieh / Colmia
- Ghoutani
- Hamra
- Khoury
- Hashem
- Horany / Hourani
- Mahfood
- Massad / Massaad / Mas'Ad
- Rashid / Rached
- Samara / Samra / Abou Samra
- Shadid
- Soubhie / Soubhia / Sobhie / Soubihe
- Swaidan / Swaydan / Sweidan / Suiden
- Tayar / Tayyar / Taiar
- Toma